# Ямонтово
Ямонтово — деревня в Новомосковском административном округе Москвы (до 1 июля 2012 года была в составе Ленинского района Московской области). Входит в состав поселения Воскресенское.

## Население
| 1859 | 1890 | 1899 | 1926 | 2002 | 2006 | 2010 |
| ---- | ---- | ---- | ---- | ---- | ---- | ---- |
| 177  | ↗203 | ↗208 | ↗209 | ↘167 | ↗170 | ↗224 |

Согласно Всероссийской переписи, в 2002 году в деревне проживало 167 человек (78 мужчин и 89 женщин).

## География
Деревня Ямонтово находится в восточной части Новомосковского административного округа, на реке Сосенке, при впадении в неё реки Цыганки, примерно в 27 км к юго-юго-западу от центра города Москвы и 9 км к юго-востоку от центра города Московский, неподалёку от московского района Южное Бутово.
В 2 км к северо-западу от деревни проходит Калужское шоссе А130, в 10 км к востоку — Симферопольское шоссе М2, в 8 км к северо-востоку — Московская кольцевая автодорога, в 8 км к востоку — линия Курского направления Московской железной дороги. Ближайшие населённые пункты — посёлок подсобного хозяйства «Воскресенское», деревни Губкино и Городище.
В деревне 12 улиц — Весенняя, Звёздная, Зелёная, Лесная, Луговая, Лунная, Новая, Раздольная, Садовая, Солнечная, Строителей и Ясная.

## История
Деревня изначально называлась Мамонтово.
В «Списке населённых мест» 1862 года Ямонтова — казённая деревня 1-го стана Подольского уезда Московской губернии по левую сторону старокалужского тракта, в 12 верстах от уездного города и 32 верстах от становой квартиры, при речке Соринке, с 20 дворами и 177 жителями (81 мужчина, 96 женщин).
По данным на 1899 год — деревня Десенской волости Подольского уезда с 208 жителями.
В 1913 году — 27 дворов, при деревне церковно-приходская школа, село Воскресенск и имение Н. К. Фон-Мекк.
По материалам Всесоюзной переписи населения 1926 года — центр Ямонтовского сельсовета Десенской волости Подольского уезда в 2,1 км от Калужского шоссе и 7,5 км от станции Щербинка Курской железной дороги, проживало 209 жителей (91 мужчина, 118 женщин), насчитывалось 39 крестьянских хозяйств.
С 1929 до 2012 гг. — населённый пункт Московской области в составе Красно-Пахорского района (1929—1946); Калининского района (1946—1957); Ленинского района (1957—1960, 1965—2012); Ульяновского района (1960—1963); Ленинского укрупнённого сельского района (1963—1965).
С 2012 года — в составе города Москвы.